# Nevesinje
Nevesinje [nɛvɛsiɲɛ] (serbisch-kyrillisch Невесиње) ist eine Stadt und Opština (Gemeinde, Landkreis) im südlichen Teil von Bosnien und Herzegowina. Die Gemeinde hatte 2018 knapp 12.000 Einwohner, davon lebten in der Stadt selbst etwa 4.000. Nevesinje liegt in der Herzegowina und gehört seit dem Bosnienkrieg zur Republika Srpska.

## Geographie
Nevesinje befindet sich etwa 900 m über dem Meeresspiegel am südwestlichen Rand des Nevesinjsko polje, welches sich zwischen den Gebirgen Velež und Crvanj erstreckt.

## Bevölkerung

### Stadt
In der Volkszählung von 1991 hatte die eigentliche Stadt Nevesinje 4.068 Einwohner mit folgender ethnischer Selbstzuschreibung:
- Serben – 3.247 (79,81 %)
- Bosniaken – 634 (15,58 %)
- Kroaten – 39 (0,95 %)
- Jugoslawen – 104 (2,55 %)
- andere – 44 (1,11 %)

### Gemeinde
Die Gemeinde Nevesinje mit ihren 56 Ortschaften hatte 14.448 Einwohner, davon:
- Serben – 10.711 (74,13 %)
- Bosniaken – 3.313 (22,93 %)
- Kroaten – 210 (1,45 %)
- Jugoslawen – 123 (0,85 %)
- andere – 91 (0,64 %)

Zehn Ortschaften hatten eine muslimische Bevölkerungsmehrheit, nämlich Borovčići, Gornja Bijenja, Hrušta, Kljuna, Kruševljani, Postoljani, Presjeka, Rabina, Sopilja und Žulja. Über eine kroatische Mehrheit verfügte der Ort Seljani. Auch in Bojišta und Sopilja bestand eine nennenswerte kroatische Minderheit. Die restlichen Orte waren überwiegend serbisch bewohnt.
Wie die umliegenden Hochlandgemeinden war auch Nevesinje schon vor dem Bosnienkrieg von einem raschen Bevölkerungsschwund betroffen. 1971 hatte die Gemeinde noch 19.333 Einwohner:
- Serben – 14.479 (74,89 %)
- Muslime (Bosniaken) – 4.370 (22,60 %)
- Kroaten – 384 (1,98 %)
- Jugoslawen – 28 (0,14 %)
- andere – 72 (0,39 %)

Bedingt durch den Zuzug von serbischen Familien aus Mostar während und nach dem Bosnienkrieg blieb die Einwohnerzahl annähernd gleich und lag 2013 bei 13.758 Bewohnern.

## Religionen
In der Stadt Nevesinje gibt es zwei Serbisch-Orthodoxe Kirchen, mehrere Moscheen: careva Damija, Sinan Kadi efendijina džamija i innerhalb der Gemeinde gibt es elf weitere Kirchen in den Orten Batkovići, Biograd, Kifino Selo, Lakat, Luka, Slato, Udrežnje, Zalom, Žiljevo, und Zovi Do.

## Wirtschaft
Die Lage von Nevesinjes Wirtschaft ist bedingt u. a. durch die Nachwirkungen des Bosnienkrieges schlecht. Ein Großteil der Infrastruktur ist abhängig vom Militärstützpunkt Nevesinjska Puška, der 1875 eröffnet wurde und zurzeit von den bosnisch-herzegowinischen Streitkräften genutzt wird.

## Verwaltung
Zur Gemeinde Nevesinje gehörten vor dem Krieg folgende Orte: Batkovići, Bežđeđe, Biograd, Bojišta, Borovčići, Bratač, Budisavlje, Donja Bijenja, Donji Drežanj, Donji Lukavac, Dramiševo, Gaj, Gornja Bijenja, Gornji Drežanj, Gornji Lukavac, Grabovica, Hrušta, Humčani, Jasena, Jugovići, Kifino Selo, Kljen, Kljuna, Kovačići, Krekovi, Kruševljani, Lakat, Luka, Miljevac, Nevesinje, Odžak, Plužine, Podgrađe, Postoljani, Presjeka, Pridvorci, Prkovići, Rabina, Rast, Rilja, Rogače, Seljani, Slato, Sopilja, Studenci, Šehovina, Šipačno, Trusina, Udrežnje, Zaborani, Zalom, Zalužje, Zovi Do, Žiljevo, Žuberin und Žulja.
Nach dem Krieg wurde im Vertrag von Dayton der Großteil der Gemeinde Nevesinje der Republika Srpska zugeschrieben. Zur Föderation Bosnien und Herzegowina kam die Orte Žulja, Rabina und ein Teil von Seljani.
Die Gemeinde Nevesinje ist in 14 Ortsgemeinschaften (mjesne zajednice) gegliedert.
| Gemeinde    | Einwohnerzahl | Haushalte | Durchschnittliche Bewohner eines Haushaltes |
| ----------- | ------------- | --------- | ------------------------------------------- |
| Bijenja     | ?             | ?         | ?                                           |
| Biograd     | 882           | 163       | 5,41                                        |
| Drezanj     | 447           | 103       | 4,34                                        |
| Grabovica   | 250           | 45        | 5,56                                        |
| Kifino Selo | 325           | 59        | 5,51                                        |
| Luka        | 312           | 63        | 4,95                                        |
| Lukavac     | 695           | 134       | 5,19                                        |
| Nevesinje   | 3055          | 837       | 3,65                                        |
| Odzak       | 316           | 67        | 4,72                                        |
| Pridvorci   | 289           | 58        | 4,98                                        |
| Rabina      | 514           | 94        | 5,47                                        |
| Rilja       | 435           | 82        | 5,30                                        |
| Udreznje    | 583           | 112       | 5,21                                        |
| Zovi Do     | 733           | 134       | 5,47                                        |

## Kommunikation
Die Telefonvorwahl von Nevesinje für Anrufe aus dem Ausland ist die (+387) 059. Die Vorwahl setzt sich folgendermaßen zusammen: die +387 ist die Vorwahl für Bosnien und Herzegowina. Die folgende 05 wird von Städten innerhalb Republika Srpska verwendet und die 9 steht für den südlichsten Teil der Republika Srpska, der Region Trebinje, welche außer von der Gemeinde Nevesinje auch von den Gemeinden Berkovići, Bileća, Gacko, Istočni Mostar, Ljubinje und Trebinje verwendet wird.
Die Postleitzahl vom Postamt Nevesinje ist 88280. Diese bedient aber auch noch anderen Ortschaften innerhalb der Gemeinde von Nevesinje. Innerhalb von der Gemeinde Nevesinje gibt es aber noch drei weitere Postämter in Kifino Selo (88283), Odžak (88285) und Zovi Do (88286), welche wiederum auch andere Ortschaften mitbetreuen.

## Wappen
Auf dem Wappen von Nevesinje sieht man in weißer Schrift auf rotem Grund in kyrillischer Schrift Nevesinje geschrieben. Darunter befindet sich die serbische Fahne: von oben nach unten Rot, Blau, Weiß. Darunter befinden sich zwei gekreuzte Gewehre, welche den Militärstützpunkt Nevesinjska Puška symbolisieren, vor einem weißen Berg. Dies soll symbolisch dafür stehen, das der Militärstützpunkt seit seiner Einrichtung Nevesinje vor seinen Feinden und Bedrohungen beschützt hat. Ganz unten auf dem Wappen befindet sich das Serbische Kreuz, welches einerseits das serbische Volk, das die Mehrheit in Nevesinje bildet, und andererseits die Zugehörigkeit Nevesinjes zur Republika Srpska symbolisieren soll.
Im Februar 2013 erklärte das Verfassungsgericht der Republika Srpska die Wappen von Nevesinje und von Banja Luka aufgrund des durch das in beiden gezeigte Serbische Kreuz hergestellten Bezuges auf eine ethnische Gruppe für illegal.